# HD 121439
HD 121439，又名CP-77 922，SAO 257107、HR 5240，是一颗恒星，视星等为6.09，位于銀經306.44，銀緯-16.19，其B1900.0坐标为赤經13h 50m 13.4s，赤緯-78° -16.19′ 7″。